# Miloš Glišić
Miloš Glišić (in serbo Милош Глишић?; Banja Luka, 21 aprile 1998) è un cestista serbo.